# 데이비드 리스먼
데이비드 리스먼(David Riesman, 1909년 9월 22일 ~ 2002년 5월 10일)은 미국의 사회학자, 변호사, 교육자이다.
펜실베이니아주 필라델피아에서 태어난 그는 하버드 대학교에서 학부(A.B. 1931)와 로스쿨(LL.B. 1934)을 졸업했다. 그는 로스쿨 졸업 후 루이스 브랜다이스 연방대법관의 보좌관으로 1936년까지 일했고 1937년부터 1941년까지 버펄로 대학교 로스쿨에서 법학을 가르쳤다. 1946년부터 1958년까지는 시카고 대학교에서 사회과학 교수로 재직했고 그후에는 모교 하버드 대학교로 돌아와 사회과학 교수로서 학부생들을 가르쳤다. 《고독한 군중》(1950년)을 써서 일약 그 이름이 알려졌다. 그는 이 책에서 대중사회 시대에 있어서의 미국인의 사회적 성격을 '외부지향적'으로 명명하고, 중간층이 가진 새로운 타입을 명백히 하였다.